# Sokela Mangoumbel-Dietz
Sokela Mangoumbel-Dietz, est une ancienne joueuse de basket-ball française, née le 23 avril 1911 à Nantes et morte le 4 juin 1995 à Draveil.

## Biographie
Première joueuse noire à devenir internationale française de basket-ball pour la toute première compétition internationale de la France depuis la fondation de la Fédération française de basket-ball, elle participe à la première édition du Championnat d'Europe disputé à Rome en Italie. la France termine à la quatrième place. 
Elle dispute quatre rencontres entre le 12 et le 16 octobre 1938 à Rome (Italie) pour n'inscrire qu'un total de deux points.
Elle se marie en 1940 devenant Sokela Mangoumbel-Dietz.